# Amanita ovoidea
Amanita ovoidea (Bull.) Link  (1833)
L'Amanita ovoidea, volgarmente conosciuta come "Farinaccio" per l'aspetto farinoso delle sue parti, o anche Ovolo bianco, è un bel fungo assai vistoso per la sua taglia (il cappello può raggiungere i 30 cm di diametro) e di facile riconoscibilità.
In tempi piuttosto recenti si sono verificati alcuni casi di intossicazione che inizialmente erano stati imputati al consumo di detta specie: secondo diversi micologi, invece, il responsabile di tali eventi sembrerebbe essere l'Amanita proxima, specie morfologicamente simile.
Non esistendo conferme a tale versione, si consiglia prudenza.

## Descrizione della specie

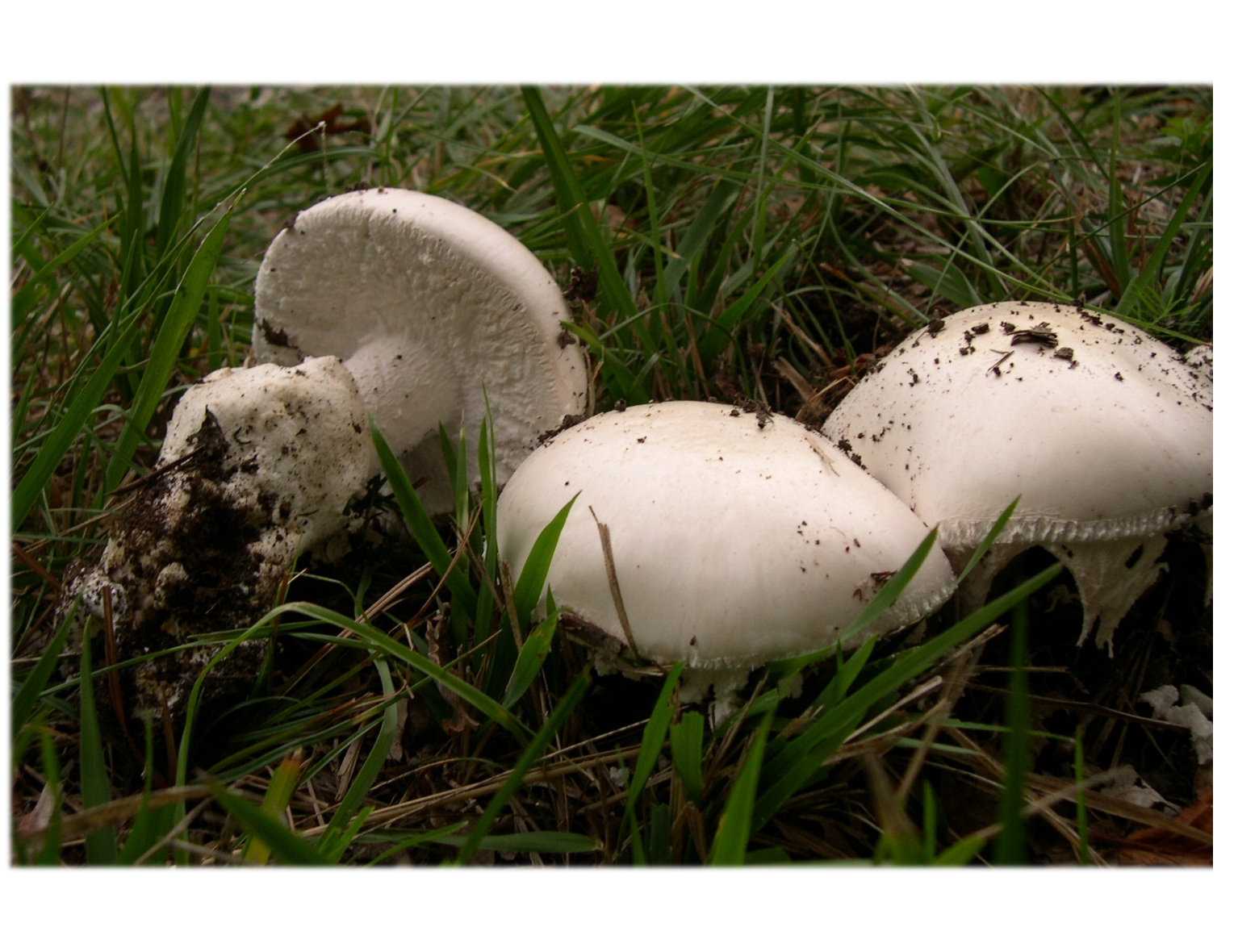

### Cappello
10-25(30) cm di diametro, carnoso, prima emisferico poi convesso, infine piano-depresso.
Cuticolabianco-avorio con riflessi setacei, solitamente glabra, priva di verruche.
Marginespesso, unito e liscio, mai striato, debordante, spesso ornato di residui bianco-crema del velo.

### Lamelle
Libere al gambo, fitte, sottili, intercalate da numerose lamellule tronche, bianco-crema, a maturità presentano riflessi color crema-rosato negli spazi interlamellari, filo minutamente fioccoso.

### Gambo
8-20 x 1,5–4 cm, bianco, pieno, sodo, robusto, carnoso, cilindrico, a volte svasato all'apice, con bulbo ovoidale più o meno radicante, ricoperto da fioccosità biancastre.

### Anello
Bianco, cremoso, alto, molto fugace, fragile e privo di consistenza, si dissolve in piccoli fiocchi soffici e cremosi, con consistenza simile alla panna montata.

### Volva
Al piede è bianca o con minute granulazioni gialline, molto sviluppata, membranosa, spessa, persistente.
Le punteggiature gialline sono un carattere utile a distinguere l'A. ovoidea dall'A. proxima, che invece ha una volva completamente color giallo-ocra.

### Carne
Bianca, soda, abbondante, immutabile, compatta nel gambo, leggermente spugnosa nel cappello.
- Odore: tipico, dolciastro, forte, persistente, leggermente sgradevole. Alcuni autori lo definiscono di "urina di cavallo".

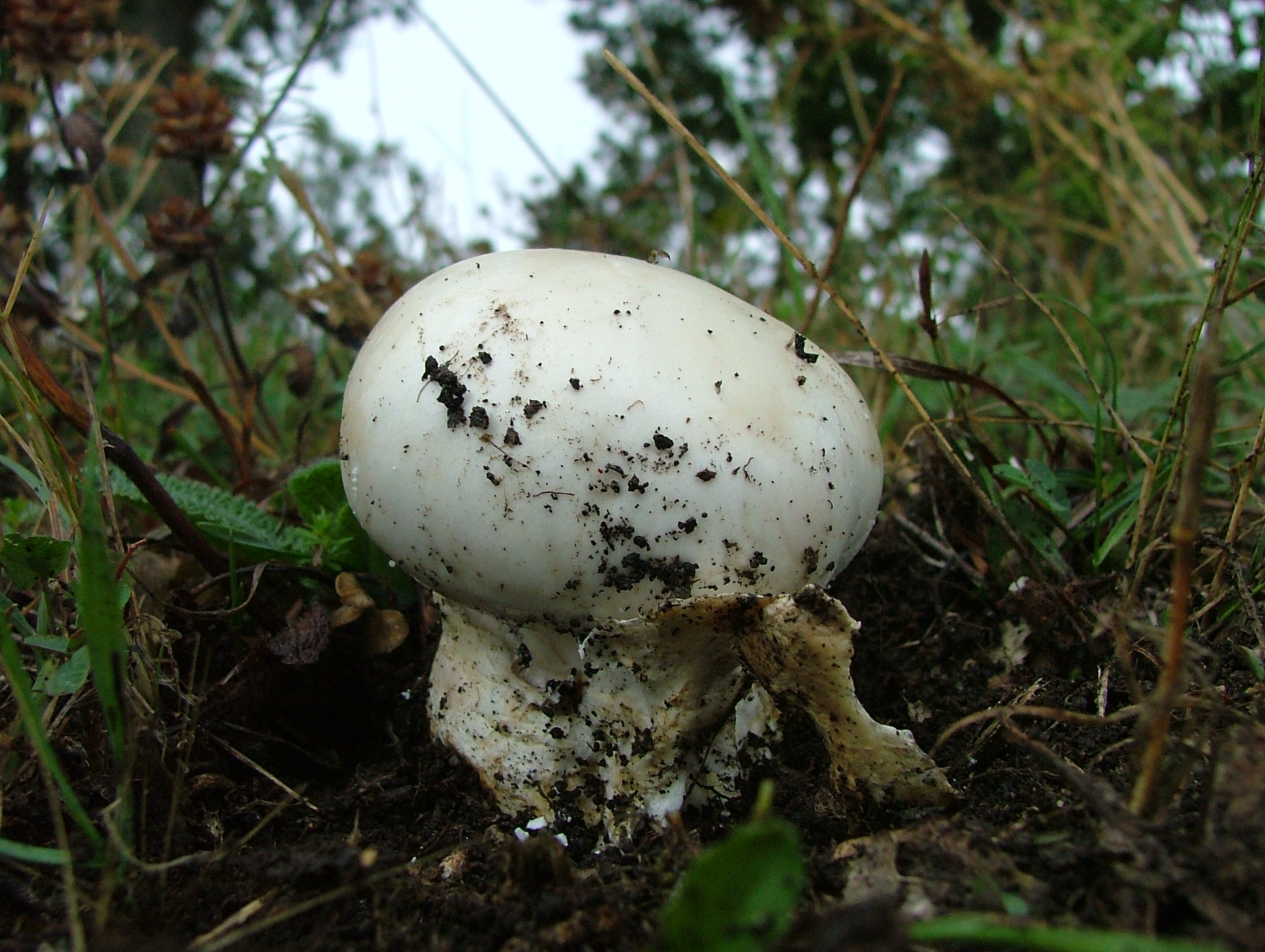

- Sapore: grato, dolciastro.

### Spore
10-11 x 6-7 µm, ellissoidali, lisce, amiloidi, bianche in massa.

## Habitat
Fruttifica in estate-autunno, sotto aghifoglie (Pinus spp.) e latifoglie (Quercus spp.), è molto frequente nelle zone calde, al di sotto dei mille metri, predilige terreni sabbiosi e calcarei.

## Commestibilità
Sconsigliato per il suo odore un po' sgradevole e perché facilmente confondibile con la tossica Amanita proxima; alcuni autori ritengono infatti che i recenti casi di intossicazione registrati siano imputabili a quest'ultima specie. Per tale motivo sembra che alcune Asl della regione Puglia abbiano iniziato a scoraggiarne il consumo.
In Toscana A. ovoidea è tuttavia considerata un buon fungo commestibile e come tale consumato, anche se il suo aroma particolare e il suo sapore dolce non sono graditi a tutti.
Secondo il sito FunghiItaliani.it è tossica e causa una grave sintomatologia chiamata "Sindrome norleucinica". Tuttavia, come riporta la micologa e dottoressa Donatella De Giorgi, ad oggi nessun lavoro scientifico accreditato supporta questa tesi (Flesh & Saviuc 2004, Diaz 2005, Berger e Guss 2005) e considera velenosa la specie, riferendo invece la sindrome succitata alla summenzionata e morfologicamente simile A. proxima.

## Etimologia
Dal latino ovoideus = a forma di uovo, per il suo aspetto da giovane (dal latino ovum = uovo, dal greco eìdos = somiglianza).

## Nomi comuni
- Farinaccio
- Farinon, Gorno, Puinaro (Veneto)
- Farinazz, Coccon bianc, Albon (Emilia)
- Coccola bianca (Toscana)
- Lera blanca (Liguria)
- Cocc bianc, Oef bianch (Lombardia)
- Fungo Paddotta (Salento)

## Tassonomia

### Sinonimi e binomi obsoleti
- Agaricus ovoideus Bull., Herbier de la France: tab. 364 (1788) - basionimo
- Amidella ovoidea (Bull.) E.-J. Gilbert, Iconographia Mycologica 27(Suppl. 1): 77 (1941)

### Specie simili
- Amanita aminoaliphatica Filippi (1985), che ha la volva giallastro-rossiccia, cuticola del cappello con piccole verruche, lamellule erose e tronche, bulbo semi-sferico, anello persistente, a gonnella, odore sgradevole.
- Amanita solitaria dalla quale si distingue per la volva ampia e libera e per il cappello senza verruche.
- Amanita proxima che ha però volva di color ocra ed anello persistente e non cremoso e caduco.
- Amanita strobiliformis (commestibile), che ha tipiche verruche sulla cuticola del cappello.